# Ammon Hennacy
Ammon Ashford Hennacy (ur. 24 lipca 1893 w Negley, zm. 14 stycznia 1970 w Salt Lake City) – amerykański działacz społeczny, anarchistyczny i pacyfistyczny; członek Catholic Worker Movement oraz Robotników Przemysłowych Świata.

## Życiorys
Urodził się w Negley jako syn Benjamina Frankina Hennacy i Elizy Eunice Fitz Randolph, którzy byli kwakrami. Ammon wychowywał się jako baptysta. Studiował w trzech różnych instytucjach (w każdej z nich przez rok): Hiram College w Ohio w 1913, Uniwersytet Wisconsin w Madison w 1914 i Uniwersytet Stanu Ohio w 1915.
W tym czasie Hennacy był członkiem Socjalistycznej Partii Ameryki i – jak sam powiedział – „wykonywał ćwiczenia wojskowe, aby nauczyć się zabijać kapitalistów”.  Był także sekretarzem Międzyuczelnianego Towarzystwa Socjalistycznego w Hiram College.
W momencie wybuchu I wojny światowej Hennacy był więziony przez dwa lata w Atlancie w stanie Georgia za sprzeciw wobec poboru do wojska. W więzieniu jedyną książką, jaką mu pozwolono czytać, była Biblia. Wydarzenia te zainspirowały go do radykalnego odejścia od swoich wcześniejszych przekonań; stał się chrześcijańskim pacyfistą i chrześcijańskim anarchistą. Przeprowadził wówczas strajk głodowy, za co został następnie ukarany ukarany ośmioma miesiącami w izolatce. 
W 1919 Hennacy poślubił swoją pierwszą żonę, Selmę Melms, na mocy prawa zwyczajowego. Później opisał ją jako „córkę socjalistycznego szeryfa z Milwaukee, przywódczyni Yipsels, jak nazywano młodych socjalistów i sekretarza prezydenta Państwowej Federacji Pracy”. 
W maju 1920 Hennacy ukończył prowadzoną przez Socjalistyczna Partię Ameryki, Rand School of Social Science. W następnym roku małżeństwo Hennacy rozpoczęło podróż po Stanach Zjednoczonych, odwiedzając 48 stanów. W 1925 zakupili gospodarstwo, natomiast w 1931 Ammon podjął pracę socjalną w Milwaukee i założył jeden z pierwszych związków zawodowych pracowników socjalnych. W tym samym okresie małżeństwu urodziła się dwójka dzieci.
W 1952 został ochrzczony jako rzymski katolik przez księdza Marion Casey w kościele św. Anastazji. Jego matką chrzestną została Dorothy Day. W następnym roku przeniósł się do Nowego Jorku i został zastępcą redaktora wydawcy „Catholic Worker”. Brał udział w wielu pikietach oraz protestach odbywających się w mieście. W tamtym czasie napisał krytyczną recenzję książki Witness, będącej wspomnieniami Whittaker Chambers. Później również wyrażał swoją niechęć do osoby, którego żonę Esther Shemitz, znał z Rand School of Social Science. 
W 1961 Hennacy przeniósł się do Utah i zorganizował do pomocy społecznej Joe Hill House of Hospitality w Salt Lake City. Podczas pobytu w Utah pościł i pikietował w proteście przeciwko karze śmierci i stosowaniu podatków, z których finansowano działania wojenne. Po rozwodzie z Selmą w 1964, w następnym roku poślubił swoją drugą żonę – Joan Thomas. W tym samym roku opuścił Kościół rzymskokatolicki, choć nadal nazywał siebie „bezkościelnym chrześcijaninem”. W swoich przemyśleniach dotyczących powodów odejścia z Kościołach pisał, że „Paweł zepsuł przesłanie Chrystusa”. Ten esej, wraz z innymi tekstami, opublikowano w książce The Book of Ammon w 1965, która zdobyła uznanie za swoje „diamenty wnikliwości i mądrości”, ale skrytykowana również za swój chaotyczny styl. 
W 1968 Hennacy zakończył działalność Joe Hill House of Hospitality i poświęcił swoją uwagę na dalsze protesty i pisanie. Jego druga i ostatnia książka – The One-Man Revolution in America, została opublikowana w 1970 i składała się z siedemnastu rozdziałów, z których każdy poświęcono jakiemuś amerykańskiemu radykalnemu działaczowi, wśród których znaleźli się Thomas Paine, William Lloyd Garrison, John Woolman, Dorothy Day, Eugene Debs, Malcolm X, Mother Jones, Clarence Darrow czy Albert Parsons. 
Ammon Hennacy zmarł na atak serca 14 stycznia 1970. Zgodnie z jego życzeniem, jego ciało zostało poddane kremacji, a prochy rozrzucone na grobach anarchistów Haymarket na cmentarzu Waldheim w Chicago.

## Poglądy etyczne i polityczne
Ammon Hennacy był pacyfistą, chrześcijańskim anarchistą i zwolennikiem praktyki non-resistance. Był niezwykle krytyczny wobec tego, co nazwał „kościołem instytucjonalnym”, jak i kapitalizmu. 
Był abstynentem, nie palił i nie jadł również mięsa. Duża część jego działań aktywistycznych była skierowana przeciwko wojnie, broni jądrowej i karze śmierci.
Hennacy nigdy nie zapłacił federalnego podatku dochodowego, z którego część przeznacza się na wojsko i prowadzone przez państwo wojny. Żył w dobrowolnej prostocie, wierzył w to, co nazwał swoją „jednoosobową rewolucją” (ang. „One-Man Revolution”) przeciwko przemocy, grzechowi i przymusowi. Odmówił również uznania legitymacji sądownictwa. Dorothy Day powiedziała: „Tołstoj i Gandhi oraz Jezus zostali jego nauczycielami”. 